# Романенков
Романенков (на руски: Романенков) е хутор в Кантемировски район на Воронежка област на Русия.
Влиза в състава на селището от селски тип Зайцевское.

## География

### Улици
- ул. Степная.

## Население
| 2010 |
| ---- |
| 27   |